# Плимут (Охајо)
Плимут (енгл. Plymouth) град је у америчкој савезној држави Охајо.

## Демографија
По попису из 2010. године број становника је 1.857, што је 5 (0,3%) становника више него 2000. године.
| Група             | 2000.         | 2010.         |
| Белци             | 1.811 (97,8%) | 1.783 (96,0%) |
| Афроамериканци    | 4 (0,2%)      | 6 (0,3%)      |
| Азијати           | 0 (0,0%)      | 4 (0,2%)      |
| Хиспаноамериканци | 19 (1,0%)     | 47 (2,5%)     |
| Укупно            | 1.852         | 1.857         |